# Vượn cáo đen mắt xanh
Vượn cáo đen mắt xanh (danh pháp khoa học:Eulemur flavifrons), hay vượn cáo Sclater là một loài vượn cáo. Nó có cơ thể dài 39–45 cm, đuôi dài 51–65 cm- với tổng chiều dài từ mỏ đến đuôi là 90–100 cm, và cân nặng 1,8-1,9 kg. Là một loài linh trưởng, nó có đôi tay khỏe với lòng bàn tay giống người, có một lớp đàn hồi để có thể nắm chắc các cành cây. Đuôi của nó dài hơn phần thân nhưng không thể cầm nắm được.
Eulemur flavifrons đực có lông màu đen, còn con cái màu đỏ nâu.

## Bảo tồn
Con người đã phá hầu hết môi trường sống của loài này để có đất trồng trọt, do đó loài này hầu như đã tuyệt chủng trong tự nhiên. Loài vượn cáo này được xếp vào phụ lục I của CITES, và thuộc nhóm cực kỳ nguy cấp. Hiện còn khoảng 1.000 cá thể có thể còn tồn tại trong tự nhiên, phần lớn môi trường sống của chúng bị đốt hoặc chặt phá, cũng như vấn đề săn bắt. Do đó, loài này được xếp vào nhóm 25 loài linh trưởng bị đe dọa nhiều nhất trên thế giới.